# Doloclanes nyctimon
Doloclanes nyctimon är en nattsländeart som beskrevs av Schmid 1991. Doloclanes nyctimon ingår i släktet Doloclanes och familjen stengömmenattsländor. Inga underarter finns listade i Catalogue of Life.